# 9159 McDonnell
9159 McDonnell eller 1984 UD3 är en asteroid i huvudbältet som upptäcktes den 26 oktober 1984 av den amerikanske astronomen Edward L.G. Bowell vid Anderson Mesa Station. Den är uppkallad efter J.A.M. McDonnell.
Den tillhör asteroidgruppen Vesta.